# Гебек
Гебек (нім. Höhbeck) — громада в Німеччині, розташована в землі Нижня Саксонія. Входить до складу району Люхов-Данненберг. Складова частина об'єднання громад Гартов.
Площа — 19,4 км2. Населення становить 631 ос. (станом на 31 грудня 2021).